# Tumeochrysa tibetana
Tumeochrysa tibetana är en insektsart som beskrevs av C.-k. Yang 1987. Tumeochrysa tibetana ingår i släktet Tumeochrysa och familjen guldögonsländor. Inga underarter finns listade i Catalogue of Life.